# Кроманьонец
Кроманьо́нцы — общее название ранних представителей современного человека, которые появились в Европе значительно позже неандертальцев и некоторое время сосуществовали с ними (40—30 тысяч лет назад).
По внешнему облику и физическому развитию мало чем отличались от современного человека (за исключением деления на современные расы). Термин «кроманьонец» может означать в узком смысле только людей, обнаруженных в гроте Кро-Маньон и живших рядом 30 тысяч лет назад; в широком смысле это всё население Европы или же всего мира эпохи верхнего палеолита (40—10 тысяч лет назад), неоантропы (время верхнего палеолита). Количество достижений, изменений в социальной организации жизни кроманьонца было настолько велико, что в несколько раз превосходило количество достижений питекантропа и неандертальца, вместе взятых. Кроманьонцы унаследовали от своих предков большой деятельный мозг и достаточно практическую технологию, благодаря чему в относительно короткий промежуток времени сделали невиданный шаг вперёд. Это проявилось в эстетике, развитии общения и систем символов, технологии изготовления орудий и активном приспособлении к внешним условиям, а также в новых формах организации общества и более сложном подходе к себе подобным.

## Этимология

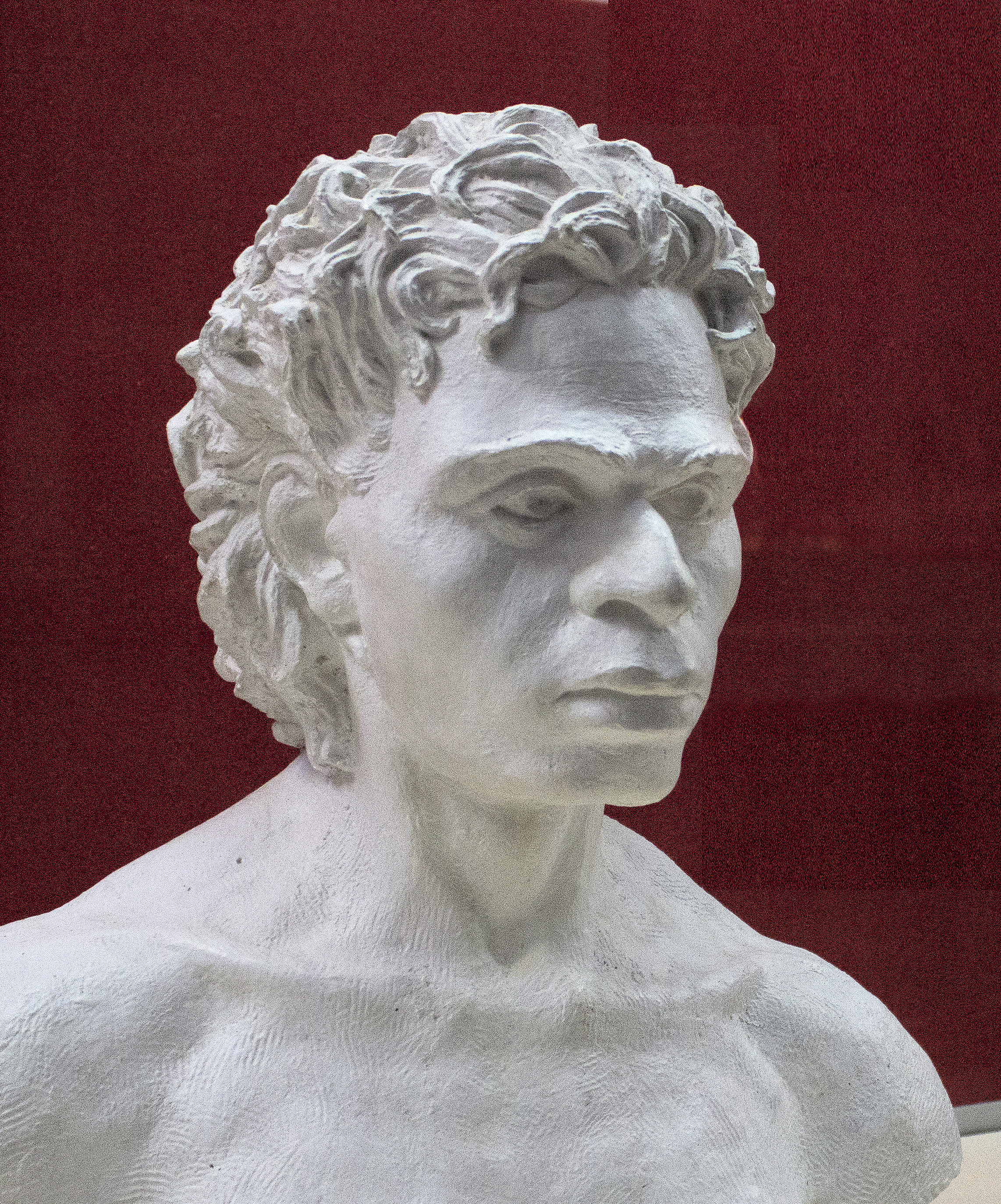
Реконструкция кроманьонца-жителя стоянки Костёнки-14 (комплекс костёнковско-борщёвских палеолитических стоянок), выполненная Михаилом Герасимовым, экспозиция Костёнковского музея-заповедника

Название происходит от скального грота Кро-Маньон во Франции (город Ле-Эзи-де-Таяк-Сирёй в департаменте Дордонь), где в 1868 году французский палеонтолог Луи Ларте обнаружил и описал несколько скелетов людей вместе с орудиями позднего палеолита. Возраст этой популяции оценивается в 30 тысяч лет.

## География

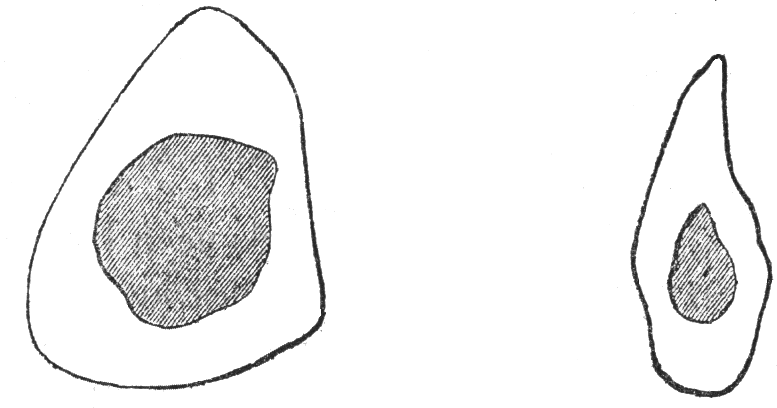
Берцовая кость современного человека (слева) и кроманьонца (справа)

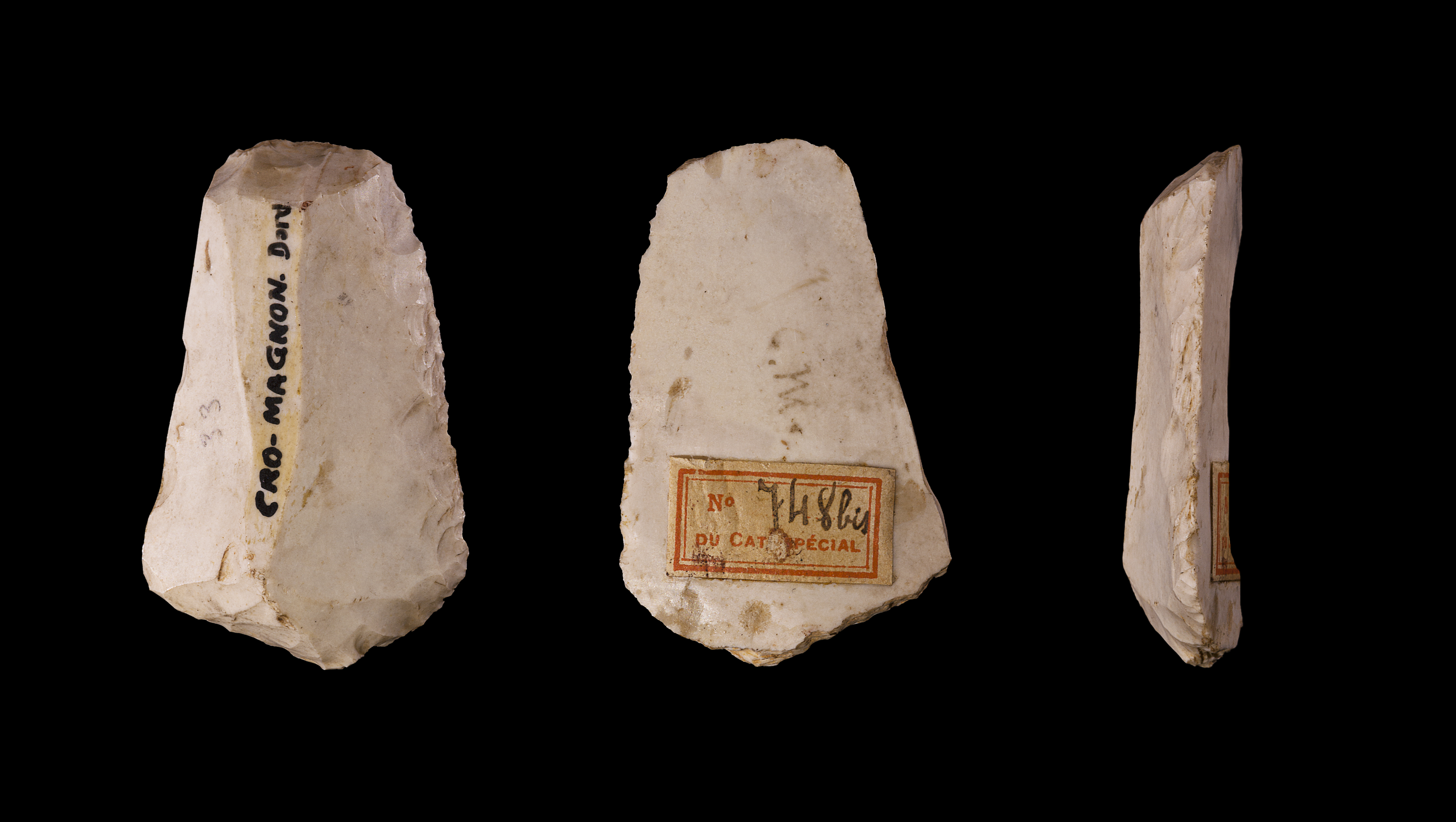
Скребок кроманьонца, Тулузский музей

Важнейшие ископаемые находки, обнаруженные на территории современных государств: во Франции — Кро-Маньон, в Великобритании — Красная дама из Пэйвиленда, в Чехии — Дольни-Вестонице и Младеч, на Украине — Мезинская стоянка, в Румынии — Пештера-ку-Оасе, в России — Маркина гора (Костёнковские стоянки), Сунгирь, в Крыму — Буран-Кая, в Германии — Ранис.

## Культуры верхнего палеолита и мезолита
Кроманьонцы являлись носителями ряда культур эпох верхнего палеолита (Граветтская культура) и мезолита (Тарденуазская культура, Маглемозе, Эртебёлле). В дальнейшем территории их обитания испытали миграционные потоки других представителей вида Человек разумный (например, культура линейно-ленточной керамики). Эти люди изготавливали орудия не только из камня, но и из рога и кости. На стенах своих пещер они оставили рисунки, изображающие людей, животных, сцены охоты. Кроманьонцы мастерили различные украшения.
Жили общинами по 20—100 человек и впервые в истории создали поселения. У кроманьонцев, как и у неандертальцев, жилищем были пещеры, шатры из шкур, в Восточной Европе строили землянки, а в Сибири — хижины из каменных плит. Обладали членораздельной речью, строили жилища, одевались в одежды из шкур. Жили родовым обществом, приручили собаку.
Многочисленные находки свидетельствуют о наличии культа охоты. Фигурки зверей пронзали стрелами, убивая таким образом зверя.
У кроманьонцев существовали погребальные обряды. В могилу клали предметы быта, еду, украшения. Мертвых посыпали кроваво-красной охрой, надевали сетку на волосы, браслеты на руки, на лицо клали плоские камни и хоронили в согнутом положении (в позе эмбриона).
В Дольни-Вестонице в Моравии найдена древнейшая в мире печь для обжига керамических статуэток. Вестоницкая Венера является древнейшей известной науке керамической статуэткой.

## Происхождение кроманьонцев
По одной версии, кроманьонец является предком всех современных людей, появившимся в Восточной Африке примерно 130—180 тыс. лет назад. Согласно этой теории, 50 000—60 000 лет назад они мигрировали из Африки на Аравийский полуостров и появились в Евразии. Одна группа быстро заселила побережье Индийского океана, а вторая мигрировала в степи Центральной Азии. Вторая группа стала предками кочевых народов и большей части ближневосточного и североафриканского населения. Миграция от Чёрного моря в Европу началась примерно 40—50 тыс. лет назад, предположительно через Дунайский коридор. 20 тыс. лет назад вся Европа уже была заселена.
По другой версии, современные представители негроидных и монголоидных рас формировались автономно, а кроманьонцы распространялись по большей части только в ареале неандертальцев (Северная Африка, Ближний Восток, Средняя Азия, Европа). Первые люди с кроманоидными чертами появились 160 000 лет назад в Восточной Африке (Эфиопия). Покинули её 100 000 лет назад. В Европу проникли через Кавказ до бассейна реки Дон. Миграция на Запад началась приблизительно 40 000 лет назад, а уже через 6 тысяч лет появилась наскальная живопись в пещерах Франции.
В 2024 году международный коллектив антропологов опубликовал результаты исследования материалов из немецкой пещеры Ильзенхёле, расположенной близ Раниса в центральной Германии, которые позволили уточнить период появления кроманьонцев в Европе. Проведя анализа древней ДНК они идентифицировали 13 останков Homo sapiens, датированных примерно 45 тыс. лет, что делает их самыми древними останками в северной, центральной и северо-западной Европе.

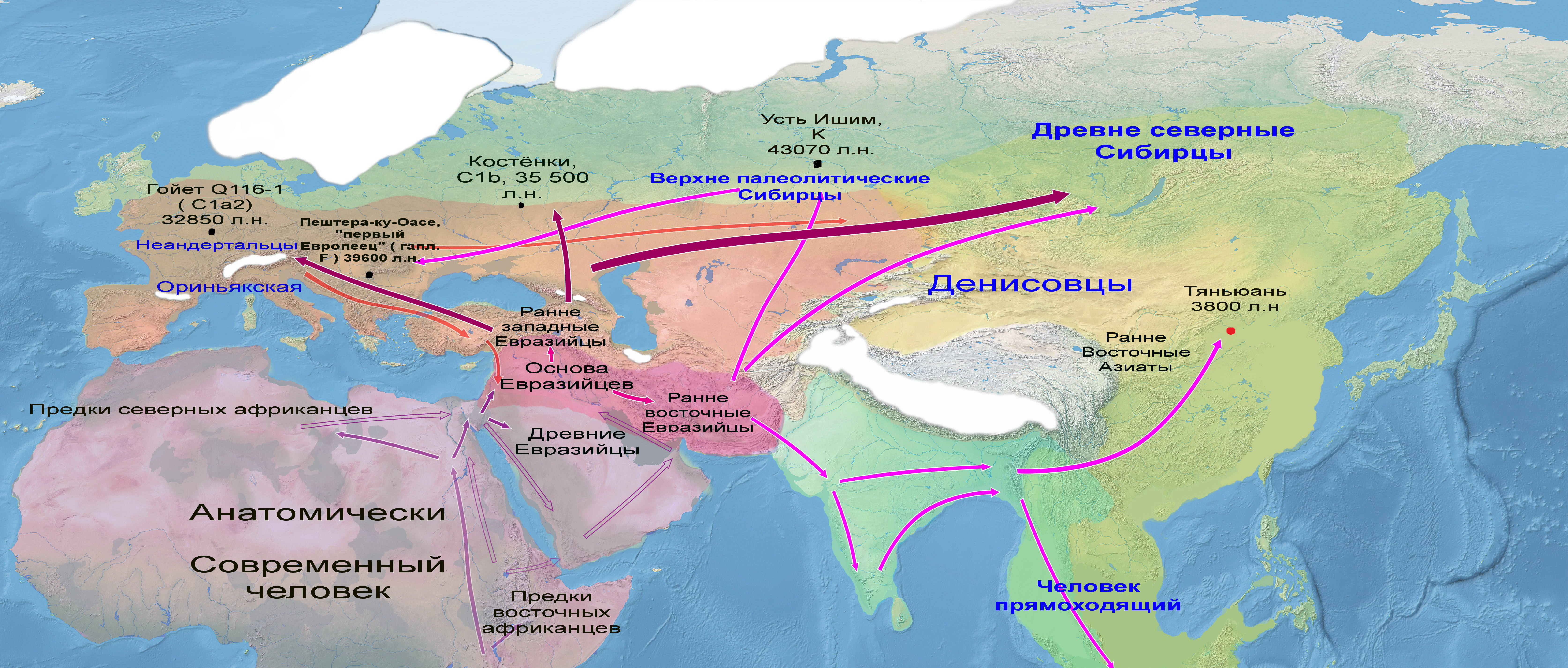
Карта миграции людей из Африки в период палеолита

|  |  |  |  |

## Генетика
Исследование митохондриальных ДНК двух кроманьонцев (Paglicci-52 возрастом 23 тыс. лет и Paglicci-12 возрастом 24,72 тыс. лет) показало, что они принадлежат гаплогруппе N.

### Научная
- Алексеев В. П. Становление человечества. — М.: Политиздат, 1984. — 462 с.: ил.
- Алексеев В. П., Першиц А. И. История первобытного общества. — 4-е изд. — М.: Высшая школа, 1990. — 352 с.
- Аугуста Йозеф, Буриан Зденек. Жизнь древнего человека / Пер. с чеш. И. Грязнова. — Прага: Артия, 1961. — 68 с. + 52 ил.
- Байер Бр., Бирнштайн Уве, Гельхофф Б., Шютт Э. К. История человечества. 5500 лет. — М.: ООО «АСТ», Астрель, 2002. — 640 с.: ил. — ISBN 5-17-012785-5.
- Борисковский П. И. Древнейшее прошлое человечества. — М.; Л.: Изд-во АН СССР, 1957. — 224 с.: ил. — (Научно-популярная серия АН СССР).
- Гремяцкий М. А. Как произошел человек. — М.: МГУ, 1954. — 176 с.: ил.
- Елинек Ян. Большой иллюстрированный атлас первобытного человека / Пер. Е. Финштейна под ред. В. П. Алексеева. — Прага: Артия, 1972. — 560 с.: ил.
- Ефименко П. П. Первобытное общество. Очерки по истории палеолитического времени. — 3-е изд. — Киев: Изд-во АН УССР, 1953. — 664 с.: ил.
- Косвен М. О. Очерки истории первобытной культуры. — 2-е изд., испр. и доп. — М.; Л.: Изд-во АН СССР, 1957. — 240 с.
- Ларичев В. Е. Сад Эдема. — М.: Политиздат, 1980. — 400 с.: ил.
- Нестурх М. Ф. Происхождение человека / Отв. ред. проф. Я. Я. Рогинский. — М.: Изд-во АН СССР, 1958. — 388 с.: ил.
- Придо Том. Кроманьонский человек / Пер. с англ. И. Г. Гуровой. — М.: Мир, 1979. — 160 c.: ил. — (Возникновение человека).
- Рогинский Я. Я., Левин М. Г. Антропология. — 3-е изд. — М.: Высшая школа, 1978. — 528 с.: ил.
- Семенов Ю. И. На заре человеческой истории. — М.: Мысль, 1989. — 318 с. — ISBN 5-244-00092-6.

### Художественная
- Ауэл Джин М. Клан пещерного медведя. Долина лошадей. Очаг мамонта. Путь через равнину: В 4-х кн. / Пер. с англ. О. А. Воейковой, А. А. Чеха. — М.: ООО «АСТ», 2012. — 560+688+848+720 с.
- Тан-Богораз В. Г. Жертвы дракона. — М.: Книжный клуб «Книговек», СПб.: Северо-Запад, 2010. — 256 с. — (Малая библиотека приключений). — ISBN 978-5-904656-44-7.
- Д`Эрвильи. Приключения доисторического мальчика / Пер. с франц. А. В. Мезьер. Обраб. Б. М. Энгельгардта. — М.: Детская литература, 1966. — 94 с.: ил. — (Школьная библиотека).
- Каратов С. Ю. Быстроногий Джар. — М.: Географгиз, 1962. — 232 с.: ил. — (Путешествия. Приключения. Фантастика).
- Писарев С. С. Повесть о Манко Смелом, охотнике из племени Береговых Людей. — Л.: Детгиз, 1959. — 200 с.: ил. — (Школьная библиотека).
- Покровский С. В. Охотники на мамонтов. Поселок на озере. — М.: Детгиз, 1956. — 272 с.: ил.
- Рони-старший Жозеф. Вамирэх. Человек каменного века. — М.: Географгиз, 1959. — 96 с.: ил. — (Путешествия. Приключения. Фантастика).
- Сенак Клод. Пещеры Красной реки / Пер. с франц. И. Орловской. — М.: Детская литература, 1972. — 144 с.: ил.
- Шторх Эдуард. Охотники на мамонтов / Пер. с чеш. И. Холодовой. Рис. Зд. Буриана. — М.: Детская литература, 1968. — 208 с.: ил.